# 다원주의 학파
다원주의 학파는 경험적 증거를 분명히 변화하는 세계와 변화의 파르메니데스의 거부를 조정하려고 시도한 소크라테스 이전 철학자의 학파이다. 학파는 아낙사고라스, 아켈라우스와 엠페도클레스로 구성되어 있다. 또한 원자주의자, 레우키포스 및 데모크리토스도 포함한 것으로 말할 수 있다. 다원주의자들은 자연의 다양성이 단일 원리 (일원론)로 줄여질 수 있다는 생각을 거부했다. 엠페도클레스가 변화와 다양성을 설명하기에 충분한, 서로 줄일 수 없는 네 가지 요소 (불, 공, 땅, 물)로 자연을 줄인 데 반해, 아낙사고라스는 자연 원리가 무수한 수를 함유하는 것으로 상정했다.

## 다원론
엠페도클레스는 만물은 흙, 바람, 물, 불의 4개 원소로 구성되어 있고, 불생(不生)·불멸(不滅)인 모든 것은 사랑에 의하여 결합되고 미움에 의하여 분리된다고 보았다. 아낙사고라스는 모든 것은 생기지도 멸하지도 않으며 있는 것은 오로지 혼합(混合)과 분리(分離)될 뿐이며, 혼합하여 되는 것에는 갖가지 스페르마타(Spermata, 종자)가 포함되어 있다고 주장하였다. 누스(nous=지성)는 운동의 원인으로서 무한하여 무엇에도 혼합되지 않고 자기 혼자만으로 운동을 지배한다고 하였다. 

## 원자주의
레우키포스는 운동을 인정하고, 그 귀결점을 충실한 것과 공허한 것으로 돌렸다. 충실이란 원자(아토몬, atomon=불가분)를 가리키며, 있는 것은 오로지 충실한 것이다. 수는 한 개가 아니고 무한(無限)인데 그 뭉쳐 있는 것이 작기 때문에 보이지 않는 것 뿐이나 이 원자나 운동도 공허가 없으면 있을 수가 없다고 하였다. 데모크리토스는 요소(要素)를 원자(atoma)와 공허(空虛=kenon)라 하였으며, 원자는 형태와 배열 그리고 위치의 차이로 달라지며, 그 원자는 공허 속에서 운동한다고 하였다. 원자와 원자가 합하면 생성이 되고 그들이 분리하면 소멸되며 또한 그들이 접촉되면 작용한다고 주장하였다. 그렇다고 하면 원자에 있어서 최초의 운동은 어떻게 하여 일어날 것인가. 이것이 원자론에 남겨진 과제였다. 그 과제를 둘러싸고 에피쿠로스(Epicouros)와 루크레티우스(Lucretius)가 나오게 되었다.